# Гудинцы
Гудинцы — деревня в Кикнурском районе Кировской области.

## География
Находится на расстоянии примерно 25 км по прямой на север от райцентра поселка  Кикнур.

## История
Известна с 1873 года как починок Гудинской, где было учтено дворов 5 и жителей 69, в 1905 22 и 174, в 1926 35 и 197, в 1950 29 и 106, в 1989 году оставалось 36 человек . В период 2006-2014 годов входила в Кокшагское сельское поселение. С 2014 по январь 2020 года входила в Кикнурское сельское поселение до его упразднения. 

## Население
Постоянное население  составляло 17 человек (русские 94%) в 2002 году, 0 в 2010.